# Mike Wheeler
Michael "Mike" Wheeler é um personagem fictício da série de terror de ficção científica da Netflix Stranger Things. Ele é um dos personagens centrais da série, atuando como o líder do grupo principal de crianças. Mike é interpretado por Finn Wolfhard.

## Escolha de intérprete e conceito
Noah Schnapp originalmente fez o teste para interpretar Mike na série. Mike foi planejado pelos criadores da série Matt e Ross Duffer para ser um personagem principal prototípico dos anos 80 que é leal e enérgico, embora também inocente devido à sua pouca idade. Sua progressão de idade através da série também é semelhante a outros programas de TV e filmes dos anos 80 que os irmãos Duffer usaram como inspiração.

## Biografia fictícia

### 1ª Temporada
No início da série, Mike está jogando Dungeons & Dragons com seus melhores amigos, Dustin Henderson (Gaten Matarazzo), Lucas Sinclair (Caleb McLaughlin), e Will Byers (Noah Schnapp) em 6 de novembro de 1983. Naquela noite, Will desaparece misteriosamente. No dia seguinte, Mike, Dustin e Lucas encontram uma garota com a cabeça raspada chamada Onze (Millie Bobby Brown). Eles levam Onze de volta para a casa de Mike e a escondem em seu porão.. Mais tarde, o cadáver de Will é aparentemente encontrado. Depois do funeral de Will, os meninos perguntaram ao professor deles, Sr. Clarke, sobre dimensões alternativas, e determinar que um portão para outra dimensão teria um forte campo eletromagnético, e eles podem usar uma bússola para encontrá-lo, o "Mundo Invertido." Eles finalmente descobrem que Onze estava adulterando a bússola para impedi-los de ir ao laboratório. Mike e Dustin são ameaçados por valentões; Mike é forçado a pular de um penhasco alto em um lago e Dustin é feito refém. Onze retorna e intervém antes de Mike cair na água e salva Mike e Dustin. O grupo eventualmente constrói um tanque de privação sensorial na Hawkins Middle School para permitir que Onze amplifique seus poderes para encontrar Will. Quando estão na escola, Mike pergunta se Onze quer ir ao baile de inverno e os dois compartilham seu primeiro beijo. Mais tarde, ela desaparece após derrotar o Demogorgon, um monstro do Mundo Invertido.

### 2ª Temporada
Dustin e Lucas se apaixonam por uma nova aluna, Maxine "Max" Mayfield (Sadie Sink) e tentam fazê-la se juntar ao grupo, ao que Mike discordou, levando Mike a abandonar Dustin, Lucas e Max na noite de Halloween. No dia seguinte, na escola, Dustin revela a nova criatura que descobriu, que ele chama de D'Artagnan. Depois de ver a criatura, Will confidencia a Mike que a criatura é do Mundo Invertido. Ao mesmo tempo em que Mike confronta seus sentimentos em relação a Max, Will passa por um episódio em que é possuído pelo "Devorador de Mentes." Mike e Will testemunham agentes do Laboratório de Hawkins incendiando partes do Mundo Invertido por túneis subterrâneos, fazendo com que Will comece a convulsionar no chão reclamando de queimaduras. Will é então levado ao laboratório de Hawkins para que ele possa ser tratado. Depois que eles escapam dos Demodogs no laboratório de Hawkins, eles se reúnem com Dustin, Lucas, Max, Nancy, o irmão de Will Jonathan (Charlie Heaton) e o ex-namorado de Nancy Steve Harrington (Joe Keery). 
A casa dos Byers é cercada por Demodogs, e Onze chega e os erradica. Mike está aliviado que Onze está viva. Ela sai para fechar o portal no laboratório de Hawkins. O grupo entra nos túneis e encharca o lugar com gasolina. Meses depois que Onze fechou o portal do Mundo Invertido, Mike frequenta o baile de neve da escola com Onze, levando os dois a compartilhar uma dança e um beijo, começando seu relacionamento.

### 3ª Temporada
Mike e Onze namoram por sete meses. Ambos continuam se beijando o tempo todo para o desespero do pai adotivo de Onze, Jim Hopper. Jim irritado ameaça Mike para não se encontrar com On regularmente e terminaria seu relacionamento se ele discordasse. Isso leva Mike a mentir para Onze e, portanto, ela termina com ele mais tarde. Mike persegue Will e os dois têm uma discussão em que Mike diz "não é minha culpa que você não goste de garotas"; Will revela a eles que ele tem sentido o Devorador de Mentes. O grupo acaba descobrindo que o meio-irmão de Max, Billy, está possuído pelo Devorador de Mente. Eles decide encurralar Billy na sauna da piscina da cidade e esse plano acaba numa luta de Onze contr Billy, mas ele consegue escapar. O grupo tenta descobrir como se livrar do Devordor de Mentes para sempre e viajam para a casa de Onze e Hopper, onde Mike deixa escapar que a ama e não pode perdê-la novamente.. Onze encontra o Devorador de Mentes através dos seus poderes e Mike tenta compartilhar seus sentimentos para ela, mas é interrompido por Dustin, que liga para Mike em seu walkie-talkie dizendo que ele está em perigo, mas não consegue dar sua localização antes que as baterias acabem. Onze encontra ele e seu grupo no Starcourt Mall.
Mike, Lucas e Will se reconciliam com Dustin. Ele, Onze e Max são separados de todos os outros; eles conseguem se esconder antes que Lucas, Will, Nancy e Jonathan distraiam o Devorador de Mentes. Billy encontra Mike, Onze e Max por conta própria. Ele deixa Mike e Max inconscientes e traz Onze para o centro do Shopping, onde o Devorador de Mentes voltou. Mike e Max recuperam a consciência para ver o monstro prestes a matar Onze, mas Billy sacrifica sua vida para salvar a menina. Joyce e Hopper fecham o portal. Três meses depois, agora sem seus poderes, Onze vai morar com os Byers e se prepara para sair de Hawkins. Onze diz a Mike que ela o ama de volta e os dois se beijam antes de prometerem se visitar durante o dia de Ação de Graças.

### 4ª Temporada
Mike agora faz parte do Hellfire Club em sua escola ao lado de Dustin e Lucas, que é dirigido por Eddie Munson.. Ele visita Onze e Will na Califórnia, onde a garota afirma ser feliz e Mike menospreza Will quando ele explica que Onze está sendo intimidada. Os dois então testemunham Onze atacando Angela, uma valentona, e são presos, onde ela é interceptada e levada para o projeto NINA. Mike se junta a Will, Jonathan e Argyle para encontrar Onze depois que o exército dos EUA ataca a casa, e Suzie, namorada de Dustin, os ajuda a encontrar as coordenadas. Will mostra a Mike uma pintura do grupo lutando contra um dragão e diz a Mike que ele faz Onze não parecer um erro e que a pintura foi ideia dela, no entanto, quando Mike não está prestando atenção, Will começa a chorar. Todos eles se reúnem com Onze e ajudam ela a lutar telepaticamente contra Vecna usando um tanque de isolamento, e quando ela luta, Mike a ajuda a dominar Vecna dizendo que a ama. Mike então retorna para Hawkins, onde ele se reúne com sua família antes de Will sentir uma presença e todos descobrem que o Mundo Invertido está se infiltrando em Hawkins.

## Recepção
Enquanto classificava os personagens da série, Evan Romano de Men's Health disse que Mike é "um personagem realmente ótimo e é uma explosão de assistir na tela." Em uma revisão para a temporada 3 de Stranger Things, Judy Berman do Time disse que Wolfhard fica "melhor a cada temporada." Darren Franich da Entertainment Weekly gostou da transição de Mike de uma criança para um adolescente na terceira temporada. Ritwik Mitra de Screen Rant disse sobre Wolfhard: "o personagem que ele retrata é uma das melhores partes do show" e que "da angústia adolescente ao desenvolvimento de uma mentalidade protetora — Mike é definitivamente uma criança modelo em todos os sentidos e uma grande parte do show." Liz Shannon Miller, Steve Greene, Hanh Nguyen, Ben Travers do IndieWire disseram que "sua...tenacidade de se manter... é um crédito ao seu caráter. Não é de admirar que ele seja aquele em quem Will confia e que tenta lutar contra o Devorador de Mentes. Mike é apenas um bom cara para ter no seu canto, não importa quais sejam as circunstâncias." BuzzFeed disse que ele "realmente teve um grande processo de pensamento quando se tratava de ajudar seus amigos e derrubar o Devorador de Mentes."